# Неман-Агро
«Неман-Агро» (бел. «Нёман-Агра») — белорусский футбольный клуб из Столбцов.

## История
Клуб был основан в 1979 году и долгое время выступал в чемпионате БССР. В 1992 году клуб отправился выступать во Вторую лигу, которая была вторым дивизионом в белорусской футбольной системе. В следующем сезоне клуб не смог удержать в чемпионате и вылетел в Третью лигу. В 1999 году клуб сменил название на «Дарида-Белагро», что являлось главным спонсором клуба. В 2000 году у предприятия появился собственный клуб, в то время как столбцовский клуб приостановил свою деятельность. В 2002 году клуб стал выступать в чемпионате Минской области, неоднократно становившись призёром.
В 2016 году клуб снова стал выступать во Второй лиге. По итогу сезона клуб занял итоговое четвёртое место, уступив бронзовые медали лишь по дополнительным показателям. В марте 2017 года стало известно, что столбцовский клуб пополнил состав участников Первой лиги. В апреле 2017 года столбцовский клуб официально получил лицензию для участия в чемпионате. Однако сезон для клуба закончился неудачно, закончив чемпионат на последнем месте, тем самым вылетев назад во Вторую лигу. В начале 2020 года клуб снялся с Второй лиги и вскоре прекратил своё существование, а новым клубом из Столбцов стал «Кронон».

## Названия
- «Неман» Столбцы (1979—1998)
- «Дарида-Белагро» (1999)
- «Неман-ПМК-74» (2002)
- «Неман-Мелиоратор» (2003)
- «Неман-ПМК-74 Налибоки» (2004)
- «Неман-ПМК-74» (2005—2007)
- «Неман» Столбцы (2009)
- «Неман-Агро» (2010—2019)

## Достижения
Чемпионат Минской области
 Победитель: 2010, 2011
 Серебряный призёр: 2012
 Бронзовый призёр: 2002, 2003

## Главные тренеры
| Главный тренер                | Период работы |
| ----------------------------- | ------------- |
| Андрей Иванович Миколаевич    | 2012—2016     |
| Леонид Леонидович Лагун       | 2017          |
| Михаил Михайлович Маковский   | 2017          |
| Артём Александрович Сукало    | 2018          |
| Дмитрий Мечиславович Довбейко | 2019          |